# Signigobius biocellatus
A Signigobius biocellatus a sugarasúszójú halak (Actinopterygii) osztályának sügéralakúak (Perciformes) rendjébe, ezen belül a gébfélék (Gobiidae) családjába és a Gobiinae alcsaládjába tartozó faj.
Nemének egyetlen faja.

## Előfordulása
A Signigobius biocellatus előfordulási területe a Csendes-óceán nyugati fele. A Fülöp-szigetektől kezdve, a Salamon-szigeteken és Vanuatun keresztül, egészen a Nagy-korallzátonyig fellelhető. A Palau partjainál is vannak állományai.

## Megjelenése
Ez a hal legfeljebb 10 centiméter hosszú. A két hátúszóján egy-egy, szemnek tűnő, jól látszó foltja van; ezek a foltok valószínűleg a támadók elijesztését szolgálják.

## Életmódja

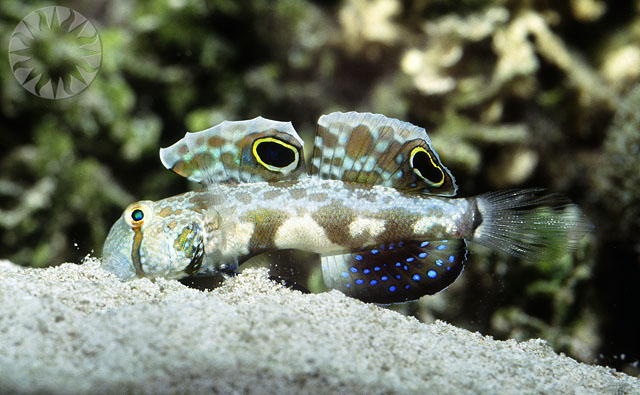
Táplálkozó példány

Tengeri és trópusi halfaj, amely a korallzátonyokon él, 1-30 méteres mélységek között. A 22-27 Celsius-fokos vízhőmérsékletet kedveli. A kifejlett Signigobius biocellatus a homokos, törmelékes lagúna- vagy tengerfenéket részesíti előnyben. Az árapálytérség gerincteleneivel táplálkozik, amelyeket a homokot átszűrve kap meg. E halfaj példányai élethosszig tartó monogám párkapcsolatban élnek.

## Felhasználása
Nincs ipari mértékű halászata, azonban a városi akváriumok kedvelik.